# Степан Фіалковський
Степа́н Гера́симович Фіалко́вський (Фіялко́вський) (1734, Київ, Військо Запорозьке Городове — 1772, Великий Новгород, Російська імперія) — український вчений-медик. Доктор медицини, випускник Лейденського та Страсбурзького університетів, гастроентеролог, епідеміолог, педагог.

## Походження
Народився в Києві у родині козака. Рід Фальковських-Фіалковських гербу Побуг веде своє походження від київської замкової шляхти Речі Посполитої. Предок (прадід чи прапрадід) Степана Фіалковського — Іван Фальковський — київський полковий обозний, сердюцький полковник за гетьманування Івана Мазепи. Його нащадки обіймали старшинські посади у Ніжинському, Стародубському полках, а також — у Кобизькій сотні Київського полку.

## Життєпис

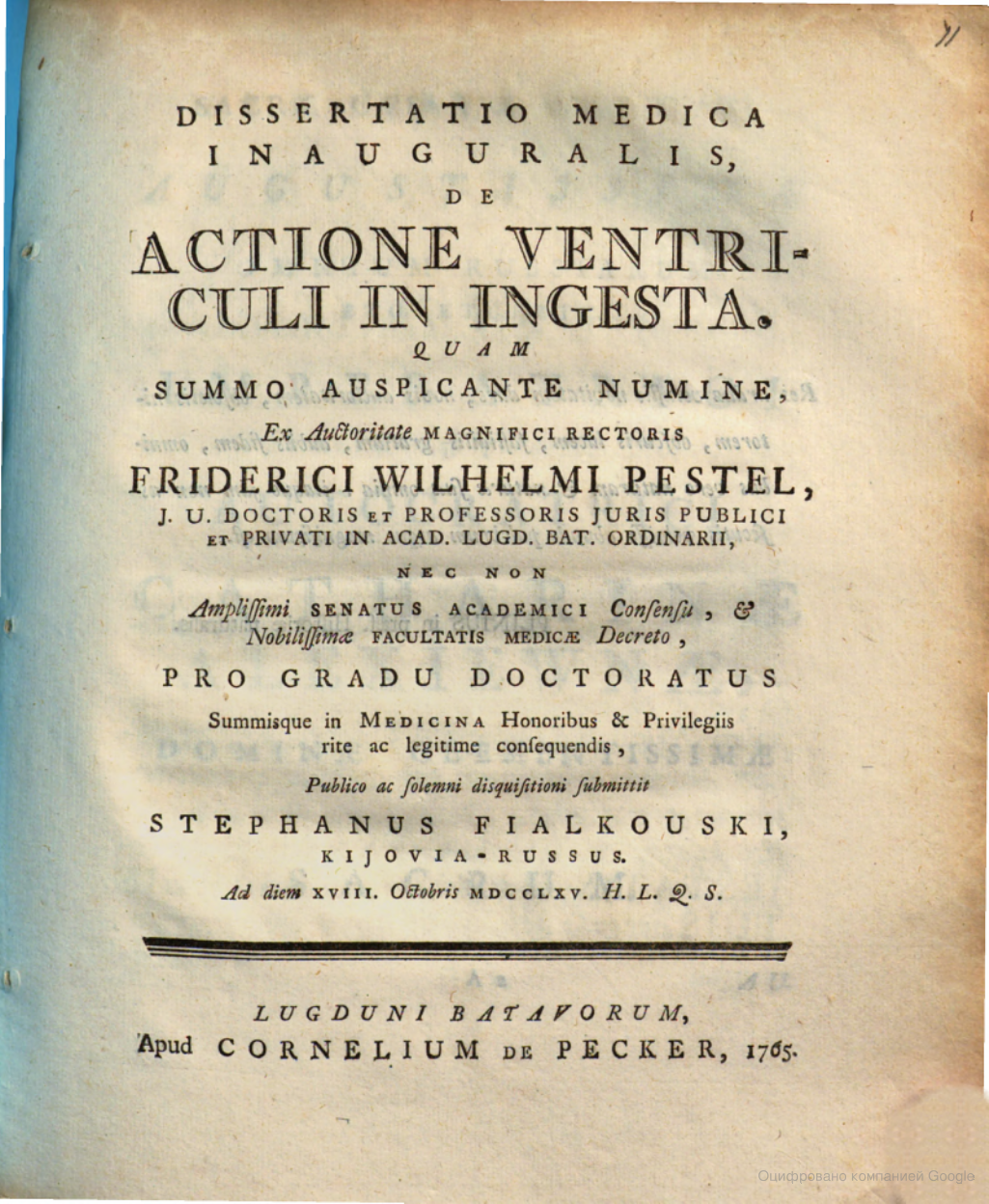
Титульна сторінка докторської дисертації Степана Фіалковського

З 1746 по 1755 навчався у Києво-Могилянській академії. Продовжив навчання у медичній школі при Петербурзькому генеральному сухопутному шпиталі. 1757 отримав звання підлікаря, призначений керівником медичної бібліотеки шпиталю.
1761 дістав звання лікаря, разом з іще дев'ятьма українцями відряджений вдосконалювати знання за кордон. 5 липня 1762 зарахований до Лейденського університету. Також навчався у Страсбурзькому університеті. 18 жовтня 1765 у Лейдені захистив докторську дисертацію «Про дії шлунка в процесі травлення» (De actione ventriculi in ingesta). Того ж року видав працю «Про методи медичної освіти» (De methodo studii medici) — перший посібник з медичної педагогіки, створений українським ученим.
1766 повернувся до Петербурга, після складання іспиту в Медичній колегії був призначений дивізійним лікарем Севської дивізії РІА. 1771 направлений до Великого Новгорода для боротьби з епідемією чуми. Організовував карантинні заходи. 1772 помер, заразившись чумою.